# Resolución 144 del Consejo de Seguridad de las Naciones Unidas
La resolución 144 del Consejo de Seguridad de las Naciones Unidas, adoptada el 19 de julio de 1960, reconociendo que la situación existente entre Cuba y los Estados Unidos se estaba volviendo más tensa pero que también estaba siendo tema de debate dentro de la Organización de los Estados Americanos, el Consejo decidió suspender la consideración del asunto hasta recibir un reporte de la OEA. El Consejo solicitó a los demás Estados a abstenerse de cualquier actitud que pudiese agravar las tensiones existentes entre ambas naciones.

## Resultado
La resolución fue aprobada con 9 votos a favor y ninguno en contra, mientras que la República Popular de Polonia y la Unión Soviética se abstuvieron.